# Kadir (jezero)
Kadir (perz. قدير) je slano jezero u središnjem Iranu, na jugu pokrajine Markazi. Smješteno je na istočnim padinama planine Kuh-e Mahur (2005 m), a nadmorska visina površine mu iznosi 1803 m. Jezero je trokutastog oblika i proteže se 280 m u smjeru istok-zapad odnosno do 160 m u smjeru sjever-jug. Dubine je do 2,0 m, površine do 3,4 ha, te maksimalne zapremnine od 32.000 m³. Kadir nema izravnih pritoka i vodom se napaja prvenstveno pomoću padalina čija količina iznosi 300-350 mm godišnje. Područjem oko jezera prevladava hladna stepska klima (BSk) s prosječnom godišnjom temperaturom od 13°C, a prilikom vrućih ljetnih mjeseci nakupljena voda brzo ishlapi ostavljajući iza sebe slanu bijelu ravan. U širem hidrološkom i hidrogeološkom smislu, Kadir pripada slijevu Kavir-e Mejkana koji se nalazi približno 30 km prema jugozapadu na -147 m manjoj nadmorskoj visini. Kadirove obale nisu naseljene, a najbliže mjesto koje mu gravitira jest gradić Mazra-je Nov koji se nalazi 4,5 km istočno.

## Poveznice
- Zemljopis Irana
- Popis iranskih jezera